# ساي زربو
ساي زِربو (بالفرنسية: Saye Zerbo) (27 أغسطس 1932 - 19 سبتمبر 2013) ضابط عسكري بوركينابي والرئيس الثالث لجمهورية فولتا العليا (بوركينا فاسو حالياً) من 25 نوفمبر 1980 حتى 7 نوفمبر 1982. قاد انقلابا في عام 1980، لكنه قاوم من قبل النقابات العمالية وأطيح به الرائد جان بابتيست وادراوغو ومجلس الخلاص الشعبي (CSP).

## سيرته
ولد ساي زربو في 27 أغسطس 1932 في بلدة توغان الواقعة غربي فولتا العليا في قبيلة سامو التي تحدر منها أيضاً الجنرل لاميزانا الذي كان زربو قد انقلب عليه وأطاح حكمه.

أتم ساي زربو دراسته الابتدائية في المالي حيث كان والده يعمل جندياً في الجيش الفرنسي ودراسته الثانوية والعليا في سان لوي في السنغال. ثم انتسبه إلى المعهد الأفريقي للتنمية الاقتصادية والاجتماعية حيث حصل علی دبلوم في العلوم الاقتصادية والاجتماعية. ثم انتقل إلى باريس حيث انتسب إلى المدرسة الحربية فيها وتخرج منها بشهادة أركان.

شغل من فبراير 1974 إلى فبراير 1976 منصب وزير الخارجية في حكومة «التجديد الوطني» التي شكلها الجنرال لاميزانا. ثم شغل عدة مناصب عسكرية رئيسية وحساسة في قيادة الأركان.

وعندما حاول رئيس الدولة نقله إلى مناصب أقل أهمية انقلب عليه في 25 نوفمبر 1980 واستلم الحكم مكانه وشكل لجنة سماها «اللجنة العسكرية التصحيحية من أجل التقدم القومي».

عارضت النقابات العمالية في البلاد استيلائه على السلطة، على الرغم من أنها دعمت زربو لفترة طويلة، وفي 7 نوفمبر 1982، تم خلع ساي زربو في انقلاب آخر. خلفه جان بابتيست ويدراوغو كرئيس لمجلس الخلاص الشعبي. بعد إزاحته، سُجن زيربو أيضًا. في 4 أغسطس 1983، تم عزل أودراوغو من قبل توماس سانكارا. في مايو 1984، حوكم زيربو ولاميزانا على جرائم مختلفة وزربو حكم عليه بالسجن لمدة 15 عاما. أثناء سجنه، تحول من الإسلام إلى المسيحية. أُطلق سراحه من السجن في أغسطس / آب 1985. بعد أن خلع بليز كومباوري سانكارا، طلب نصيحة زيربو. ألغيت المحكمة العليا في بوركينا فاسو إدانة زيربو منذ عام 1984. 

ابنة زيربو الثالثة أرابا كادياتو زيربو متزوجة من رئيس وزراء بوركينا فاسو بارامانغا إرنست يونلي.

## وصلات خارجية
- ساي زربو على موقع الموسوعة البريطانية (الإنجليزية)
- ساي زربو على موقع مونزينجر (الألمانية)